# Nils af Kleen
Nils Erland af Kleen, född 25 mars 1894 i Stockholm, död 2 november 1982 i Hope Valley Island i USA, var en svensk direktör.

## Biografi
Nils af Kleen var son till kapten Erland William af Kleen (1866–1911) och Anna Boy samt halvbror till Erland Kleen. Han blev adelsman vid faderns död i adelsätten af Kleen och huvudman 1911. Han tog mogenhetsexamen i Stockholm 1914, genomförde språkstudier i Frankrike och England 1914–1915 och var elev vid krigsskolan 1916. af Kleen tog officerexamen och blev fänrik i Fortifikationen 1917. Han tog avsked 1918, studerade och hade egen verksamhet 1917–1919. af Kleen var verkställande direktör för Nord Nav AB 1919–1920, direktörsassistent i AB Vaporackumulator 1920–1923, anställd i AB Atmos 1923 och i AB Arctic 1924–1925. af Kleen var försäljningschef i AB Electrolux i Stockholm 1925–1930, verkställande direktör för Cooling Coil Co AB i Stockholm 1931–1934, hade egen verksamhet i England 1934, var direktör för Intercold Ltd. i London 1935 och var därefter direktör i Nordic Refrigerator AB i Stockholm.
Nils af Kleen var gift första gången 1919–1939 med Margit Maria af Kleen Qvennerstedt, född Ingeström (1900–2000). Han gifte sig andra gången 1939 med Margit Elisabeth Nygren (1906–1989). Han var far till Bengt Erland Nilsson (född 1920), Bengt Viktor Nilsson (född 1922), Nils Lennart Nilsson (född 1925) och Johan Bertil Nilsson (1929–1994).
Nils af Kleen är begravd på Södra kyrkogården i Strängnäs.